# شربة (مدينة أثرية)
تقع مدينة شربا الأثرية التي لم يتبقَ منها سوى بعض الأساسات والأطلال الدالة على تاريخ المدينة الذي يعود إلى ما قبل قيام حضارة الجرمنت، في عمق الصحراء الليبية، بمسافة تبعد 55 كيلومتراً جنوب غرب مدينة مرزق و15 كيلو متر عن قرية تساوة.
وتوضح أطلال المدينة الازدهار الذي شهدته خلال قرون، حيث لعبت دوراً مهماً في الربط بين دواخل أفريقيا والبحر المتوسط، خاصة وأنها تقع على طريق القوافل التجارية العابرة للصحراء الرابطة بين جرمة ووسط أفريقيا، ويبدأ الطريق المتجه للجنوب من جرمة مروراً بمكنوسة ثم تساوة فقصر مارا ومنه إلى شربا عبر الأودية إلى كوار ثم إلى زندر وضفاف نهر النيجر.
وتظهر أطلال مدينة شربا وسط وادٍ خصيب سُمّي باسمها، وتغطي ملامحها المتناثرة مساحة 8000 كيلو متر مربع وسط الوادي، وبين مناطق رعوية.

## بناء المدينة
وتعتبر القلعة الرئيسية المكونة من القصبة المبنية بالطوب اللبني محور المدينة وتتقاطع عندها شوارع وأزقة تتوزع على جنباتها الأحياء السكنية المشيّدة بالحجارة والطين.
ولازالت بعض أساسات السور الذي كان يلف المدينة من كل الجهات قائمة حيث كان يحوي عديد الأبراج، كما يمكن مشاهدة باب مدينة شربة من خلال تتبع آثار أساسات الشارع الكبير من جهة الشمال.
وتوجد بقايا أساسات قلعة مشيدة بالطوب اللبني على بعد 2 كيلو متر جنوب الأطلال ،ووجود مجموعة سبخ بالقرب من أطلال المدينة وضع احتمال لأن تكون هذه المنطقة الزراعية التابعة للمدينة.

## مقابر المدينة
وعلى مقربة من المدينة تطل مجموعة من المقابر من قمة هضبة، مشيّدة على هيئة أكوام حجرية من رقائق متماسكة دائرية الشكل، ويبلغ ارتفاعها نحو 60 سم، وتحمل شواهد من الألواح الحجرية موضوعة مقابلة لجهة الغرب، وتشبه بذلك القبور المستعملة في الفترة الجرمنتية.
وبعد أن هجر سكان شربة مدينتهم بسبب تغير الظروف المناخية ونقص المياه الجوفية التي كانت قريبة من السطح، ردمتها الرمال فأصبحت طي النسيان ،خاصة وأن الرحالة والمستكشفين الأوائل لم يشيروا إليها فبقيت الأسئلة متوالية حول أسرار المدينة المفقودة.